# 니시노촌 (히로시마현 도요타군)
니시노촌(西野村)은 히로시마현 도요타군에 설치되었던 촌이다. 현재의 도요타군 오사키카미지마정에 해당한다.